# SIEPA

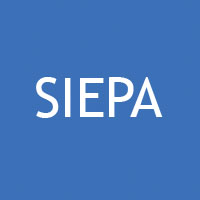
Logo de Siepa

La Agencia de Inversiones Extranjeras y Promoción de Exportaciones de Serbia, también conocida como SIEPA (acrónimo del inglés Serbia Investment and Export Promotion Agency) es una agencia gubernamental de apoyo a inversores y compradores así como de promoción de Serbia en el mundo. La Agencia fue fundada el año 2001 por el Gobierno de Serbia con la misión de apoyar a todas las compañías extranjeras dispuestas a emprender o expandir sus negocios en Serbia, igual que a todas las compañías en la realización de sus negocios internacionales. 
SIEPA ofrece los siguientes servicios a los potenciales inversores: datos estadísticos, datos económicos e información sobre la legislación nacional, base de datos de emplazamientos para las inversiones Greenfield , ayuda de cara a la obtención de permisos, licencias y otra documentación, contactos con proveedores locales, presentación de proyectos de inversión, actualización de la base de datos de inversores y exportadores, análisis y estudios sobre diferentes sectores. 
SIEPA está en contacto con todas las entidades, públicas o privadas, relacionadas con las IED así como con los ministerios y otras instituciones gubernamentales, organismos locales y de autogobierno local, Dirección de suelo Edificable, autoridades fiscales y aduaneras, registros de estadística, cámaras de comercio y  Banco Nacional de Serbia.  Los expertos de SIEPA ofrecen información sobre la legislación nacional, industrias, sectores, prácticas e información general sobre los negocios en Serbia. Las publicaciones de SIEPA así como los estudios y análisis detallados sobre determinados sectores son accesibles en forma de folleto impreso y también en la página web www.siepa.gov.rs. La página web de SIEPA está disponible en inglés, serbio e italiano. 
SIEPA es miembro de la Asociación Mundial de Agencias de Promoción de Inversiones (WAIPA) y de la Organización de Promoción del Comercio (OPC) que, a su vez, forma parte del Centro Internacional de Comercio (ITC). En el año 2008 SIEPA figuró en la lista de la OPC como una de las mejores agencias de los países en desarrollo. En el año 2007 en La Baule SIEPA fue galardonada con un premio especial a las Mejores Prácticas en Promoción. En el año 2006 SIEPA, junto con otras 8 agencias,  encabezó la lista de 114 agencias confeccionada por ’MIGA 2006 IPA Performance Review: Providing Information to Investors‘.